# 卡尔文·巴锡
卡爾文·奇内杜·巴锡（英語：Calvin Chinedu Bassey；1999年12月31日—）是尼日利亞職業足球運動員，現效力英超球隊富咸。

## 榮譽
格拉斯哥流浪
- 蘇格蘭足球超級聯賽冠軍 : 2020–21[5]
- 蘇格蘭足總盃冠軍 : 2021–22[6]

阿積士
- 荷蘭盃亞軍 : 2022–23

尼日利亞國家隊
- 非洲國家盃亞軍 : 2023[7]

## 外部連結
- 足球数据库：卡尔文·巴锡的球员统计数据